# France Alzheimer et maladies apparentées
Créée en 1985, à l’initiative de familles et de professionnels du secteur médico-social, France Alzheimer et maladies apparentées a pour objectif d’améliorer la prise en soin des personnes malades et des familles. 
Dans 96 départements français, elle propose un dispositif d’actions complet pour les personnes malades, pour leurs proches aidants et pour le binôme aidants-aidés. Elle est, en France, la seule association nationale de familles reconnue d’utilité publique dans le domaine de la maladie d’Alzheimer[réf. nécessaire].
L’Association soutient également la recherche sur la maladie d’Alzheimer et les maladies apparentées et participe activement à la formation des aidants, des professionnels de santé et des bénévoles. Elle mène une action de plaidoyer à destination des pouvoirs publics avec pour objectif d’optimiser les conditions de prise en charge et en soin des familles.

## Historique
En 1979, un industriel américain, Jerry Howard Stone, dont l’épouse est atteinte de la maladie d’Alzheimer, crée l’association National Alzheimer's Association (ADRDA), fédérant tous les groupements de personnes malades qui existent déjà aux États-Unis.
Fin 1983, le Dr Françoise Forette, alors chef de service dans un hôpital de long séjour à Paris et René Gonon (futur président) prennent contact avec J.H. Stone pour envisager la mise en place d’une association similaire en France. 
Deux ans plus tard, la création de France Alzheimer se concrétise. À cette époque, la maladie est faiblement évoquée médiatiquement et les solutions pour les personnes malades et les aidants sont quasi inexistantes.

## Structure et organisation
France Alzheimer et maladies apparentées est présente partout en France métropolitaine et dans les DOM TOM à travers son réseau de 99 associations départementales. Ces associations départementales sont autonomes et ont chacune leur propre entité juridique tout en adhérant à l’Union nationale des associations départementales France Alzheimer et maladies apparentées. 
L’Union nationale est administrée par un conseil d’administration composé de 15 à 24 membres bénévoles (18 en 2017) appartenant chacun à une association adhérente. Ils sont élus au scrutin secret par l’assemblée générale (juin) de l’Union nationale parmi les candidats présentés par les associations adhérentes. Le conseil d’administration définit la politique et les orientations générales de l’Union nationale, arrête les budgets, contrôle leur exécution et arrête les comptes annuels de l’Union nationale.
France Alzheimer et maladies apparentées s’appuie sur la mobilisation et l’engagement de quelque 150 000 bénévoles, adhérents, donateurs et entreprises partenaires. 128 salariés interviennent également (à temps plein ou partiel) pour mener à bien les projets portés par l’Union nationale et le réseau des associations départementales.

### Présidence de l'Union nationale
- 1985-1990 : René Gonon
- 1990-1999 : Laurence D’Aramon
- 1999-2001 : Agnes Haessler
- 2001-2003 : Huguette Dréra
- 2003-2005 : Jean Doudrich
- 2005-2010 : Arlette Meyrieux
- 2010-2015 : Marie-Odile Desana
- Depuis le 26 juin 2015 : Joël Jaouen[3]

## Formation

### Aidants
Pour répondre aux besoins des aidants et favoriser un accompagnement adapté des personnes malades, France Alzheimer et maladies apparentées a développé partout en France un programme de formation des aidants. Initié fin 2009 dans le cadre de la mesure 2 Plan Alzheimer 2008-2012, en partenariat avec la CNSA, ce programme de formation est porté par l’ensemble du réseau des associations départementales France Alzheimer et maladies apparentées.
Totalement gratuite, la formation s’adresse exclusivement aux aidants non professionnels – famille, amis, voisins – qui accompagnent régulièrement une personne atteinte de la maladie d’Alzheimer ou d’une maladie apparentée. Plusieurs objectifs ont été définis : mieux comprendre la maladie ; mieux connaitre les aides existantes ; mieux adapter ses attitudes face à la personne malade ; mieux communiquer avec la personne malade ; mieux évaluer ses possibilités et reconnaitre ses limites.
Ces formations sont animées par un binôme formé d’un bénévole (ancien aidant) d’une association départementale et d’un professionnel psychologue expert. En 2014, cinq ans après sa mise en place, ce sont plus de 1 400 formations des aidants qui avaient été effectuées sur le territoire national pour près de 15 000 aidants formés.
Le 17 octobre 2013, France Alzheimer et maladies apparentées lançait sa version 1 du guide en ligne d’accompagnement des aidants, développé en partenariat avec le Régime social des indépendants et le groupe IRCEM. Outil complémentaire de la formation des aidants en présentiel, ce guide en ligne gratuit apporte conseils et informations pratiques pour mieux accompagner au quotidien une personne malade. Les modules à distance du guide s’adressent à un public d’aidants familiaux :
- dans l’impossibilité physique, matérielle ou financière de se déplacer.
- pour qui il est compliqué de se rendre disponible pour la formation (aidants familiaux salariés).
- ayant une appréhension de l’échange collectif
- ayant le statut d’actifs indépendants
- ayant une connaissance réduite de la formation des aidants et du rôle des  associations départementales.

Une seconde version du guide en ligne d’accompagnement des aidants a été présentée le 1er mars 2015.

### Bénévoles
France Alzheimer et maladies apparentées investit largement dans la formation de ses bénévoles en fonction des missions qu’ils remplissent. Deux thématiques de formations ont été identifiées : 
- les formations axées sur la maladie et la relation avec la personne malade (animations, malades jeunes, stade sévère, etc.)
- les formations destinées aux administrateurs des associations (animer une réunion, gestion budgétaire, etc.).

### Professionnels de santé
Organisme de formation agréé depuis 1992, France Alzheimer et maladies apparentées propose un panel de formations destinées aux professionnels médico-sociaux accompagnant, à domicile ou en établissement, des personnes atteintes de la maladie d’Alzheimer ou d’une maladie apparentée. Plusieurs thématiques sont développées : la nutrition, la toilette, l’approche corporelle, l’alimentation, etc. 
En 2013, 1567 stagiaires professionnels ont été formés par l’association.
Les établissements de santé, les services d’aide et de soins à domicile, les structures accueillant les personnes âgées dépendantes constituaient, en 2013, les principaux clients de l’organisme de formation France Alzheimer et maladies apparentées.

## Recherche
Depuis 1985, France Alzheimer et maladies apparentées participe activement au financement de la recherche via ses bourses de recherche. Chaque année, elle lance un appel à projets de recherche en sciences médicales et en sciences humaines et sociales. Les lauréats des bourses France Alzheimer et maladies apparentées se voient attribuer leurs bourses en décembre lors des Rencontres France Alzheimer. 
Depuis 20 ans, ce sont plus de 11 millions d’euros qui ont été engagés par France Alzheimer et maladies apparentées au profit de 200 projets.
Pour la sélection des projets lauréats, l’Association s’appuie sur deux conseils scientifiques : l’un spécialisé en sciences médicales et l’autre spécialisé en sciences humaines et sociales. Les membres de ces deux instances sont des professionnels de santé experts, des chercheurs et autres personnalités qualifiées. Le conseil d’administration de France Alzheimer et maladies apparentées désigne les lauréats des appels à projets à la suite des recommandations des deux conseils scientifiques. 
France Alzheimer et maladies apparentées est l’une des quatre associations de patients à l’origine de la banque tissulaire – GIE NeuroCeb. Créé en 2006, le GIE NeuroCeb permet de fournir des échantillons cérébraux humains, normaux et pathologiques, aux chercheurs qui souhaitent tester de nouvelles hypothèses sur les mécanismes de plusieurs maladies neurodégénératives (dont la maladie d'Alzheimer). Il est aujourd’hui financé à 40 % par France Alzheimer et maladies apparentées.
Le 1er décembre 2014, France Alzheimer et maladies apparentées lançait sur Internet sa série baptisée le « Lab’Alz ». Une série animée en onze épisodes de 90 secondes chacun pour mieux comprendre les enjeux de quatre des quatorze projets de recherche financés en 2014. L’occasion de parler différemment de la recherche scientifique et de vulgariser cette information scientifique.

## Sensibilisation des pouvoirs publics
France Alzheimer et maladies apparentées mène des actions de sensibilisation, de mobilisation et de revendication tout en participant à la réflexion générale. Elle fut partie prenante dans des décisions majeures pour l’amélioration de la prise en soin des familles avec en : 
- 2001 : création de l’Allocation Personnalisée à l’Autonomie (APA)[8]
- 2004 : inscription de la maladie d’Alzheimer parmi les 30 Affections de Longue Durée (ALD 15) (inscription permettant une prise en charge partielle par l’Assurance maladie des conséquences financières de la maladie)[9].
- 2007 : la maladie d’Alzheimer est déclarée grande cause nationale.

Elle est aujourd’hui très engagée dans les dossiers nationaux concernant : 
- Le plan maladies neurodégénératives
- La réforme de la perte d'autonomie

En 2013, France Alzheimer et maladies apparentées a édité son Manifeste pour une réforme adaptée aux besoins concrets des familles. Dans ce document collaboratif, l’Association souhaitait apporter une contribution active au contenu du projet de réforme du financement de la perte d’autonomie, en portant à la connaissance des pouvoirs publics les besoins concrets de ces familles et en leur soumettant des solutions concrètes et adaptées. Elle a notamment hébergé ce document sur le site lemanifeste.francealzheimer.org. Un site destiné à mobiliser le grand public et qui a recueilli plus de 60 000 signatures de soutien.

## Financement

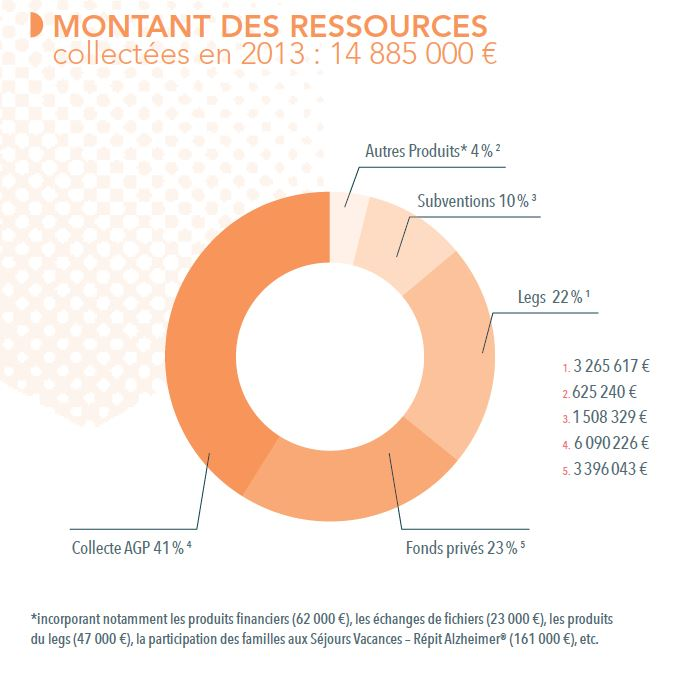
Montant des ressources collectées en 2013

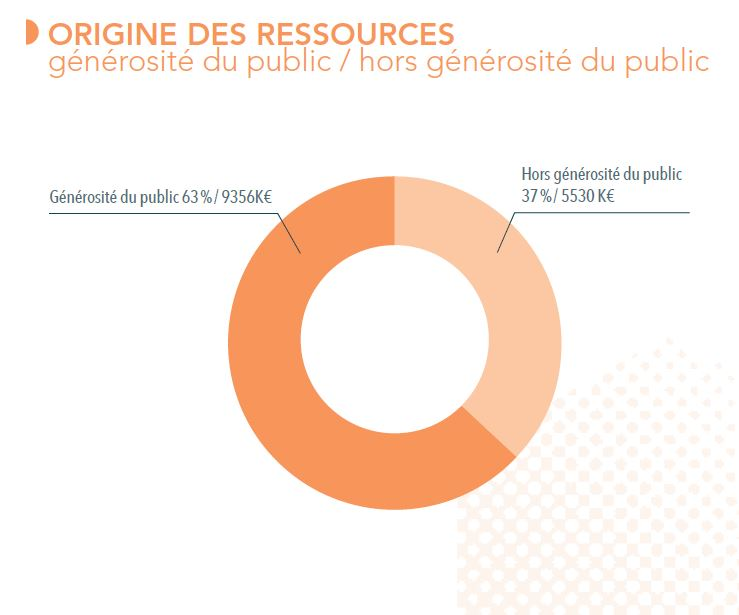
Origine des ressources collectées en 2013

Toutes les actions France Alzheimer et maladies apparentées sont financées par la générosité du grand public. D’autres ressources viennent compléter le financement de ces actions : les partenariats privés, les produits de la formation, les subventions publiques, etc.
En proportion, 90 % du budget provient de ressources privées et 10 % de subventions publiques (essentiellement de la part de la Caisse nationale de solidarité pour l’autonomie au titre de la formation des aidants). Ces ressources financent les quatre missions essentielles de France Alzheimer et maladies apparentées.
La générosité du public représente un formidable levier de solidarité à l’échelle nationale. Elle est un gage d’indépendance. Depuis plusieurs années, se confirme l’importance, en termes de ressources pour France Alzheimer et maladies apparentées, des recettes issues des legs. En sa qualité d’association reconnue d’utilité publique, France Alzheimer et maladies apparentées bénéficie d’une exonération totale de droits de succession sur les legs et assurances-vie qui lui sont consentis.

### Une collecte labellisée
Depuis avril 2011, l’Union nationale des associations départementales France Alzheimer et maladies apparentées bénéficie de l’agrément du Comité de la Charte du don en confiance. 
Le Comité de la Charte du don en confiance est un organisme d’agrément et de contrôle des associations et fondations faisant appel à la générosité du public.
Cet agrément, renouvelé depuis deux ans, vient constater le fonctionnement statutaire et la gestion désintéressée appliquée par l’Union, la rigueur de sa gestion, la qualité de sa communication et de ses actions de collecte de fonds et la transparence financière. 
En tant que membre agréé, l’Union nationale des associations départementales France Alzheimer et maladies apparentées se soumet, plusieurs fois dans l’année, aux contrôles des collaborateurs du Comité de la Charte du don en confiance.

## Événements «grand public»

### Journée Mondiale Alzheimer
Tous les ans depuis 1994, chaque 21 septembre, France Alzheimer et maladies apparentées profite de la Journée mondiale de lutte contre la maladie d’Alzheimer pour informer l’opinion publique et alerter les pouvoirs publics sur les difficultés rencontrées par les personnes malades et leurs familles. 
Plus de 200 manifestations à travers la France sont  organisées par les associations départementales du réseau France Alzheimer et maladies apparentées (conférences-débats, concerts, marche solidaire, quête, événements sportifs, animations de stands, etc.).
En 2013, de manière inédite, France Alzheimer et maladies apparentées a installé pendant trois jours un Village Alzheimer®, place de la Bastille à Paris. Ouvert au grand public et gratuit, ce Village a proposé de nombreuses animations autour des thérapies non médicamenteuses  (peinture, danse, chant, relaxation) et permis aux milliers de visiteurs de découvrir l’ensemble des actions proposées par le réseau des associations départementales France Alzheimer et maladies apparentées. 
En 2014, la seconde édition du Village Alzheimer® s’est tenue au pied de la tour Montparnasse.
Autour de cette Journée mondiale, France Alzheimer et maladies apparentées mènent d’autres projets d’envergure : 
- Des mots pour Alzheimer[13] qui voit plusieurs personnalités publiques (journalistes, comédiens, chanteurs, écrivains, etc.) prêter leur voix et leur image le temps d’une lecture, d’un témoignage
- La quête nationale qui permet de collecter des fonds pour financer les actions au profit des personnes malades et des aidants
- Une campagne radio centrée sur un spot sensibilisation réalisé par des personnalités publiques.

### Rencontres France Alzheimer
Les Rencontres France Alzheimer sont organisées depuis 1996. Cette journée d’échanges et de partages permet aux bénévoles, aux professionnels de santé et autres anonymes sensibles à la cause de croiser les regards sur la maladie et de faire avancer les points de vue, la connaissance et l’expertise.
Les Rencontres France Alzheimer permettent de tracer un large état des lieux sur la maladie d’Alzheimer (son actualité, les avancées de la recherche, les difficultés, les initiatives, etc.).